# Vitryggig natthäger
Vitryggig natthäger (Gorsachius leuconotus) är en afrikansk fågel i familjen hägrar inom ordningen pelikanfåglar.

## Utseende och läten
Vitryggig natthäger är en medelstor (55 cm), satt häger med svart huvud och ett mycket stort öga omgivet av en vit fläck. Ovansidan är brunsvart med vita plymlika skapularer som formar en trekant på ryggen. Den är vit på strupen , rostfärgad på bröst och nacke samt vit även på buken men med svarta streck. I flykten syns vita fläcken på ryggen och att fötterna sticker ut något bakom stjärten. Den är vanligen tystlåten, med ett kväkande varningsläte.

## Utbredning och systematik
Vitryggig natthäger förekommer lokalt i Afrika söder om Sahara. Den behandlas antingen som monotypisk eller delas in i två underarter med följande utbredning:
- Calherodius leuconotus leuconotus –  Senegal österut till sydvästra Nigeria
- Calherodius leuconotus natalensis – spridda populationer från Kamerun till östra Sudan, västra Etiopien och norra Angola genom Demokratiska republiken Kongo österut till Tanzania och söderut till norra Botswana och östra Sydafrika

### Släktestillhörighet
Arten placeras traditionellt i Gorsachius, men DNA-studier visar att denna liksom systearten praktnatthäger står närmare hägrarna i Egretta än övriga arter i släktet. De båda bryts därför allt oftare ut till var sitt eget släkte, Calherodius respektive Oroanassa, eftersom de trots att de troligen är varandras närmaste släktingar utgör relativt gamla utvecklingslinjer.

## Levnadssätt
Fågeln hittas i vattenmiljöer i skog och beskogad savann. Den är huvudsakligen aktiv på natten och lever ett tillbakadraget liv. Dagtid tillbringar den i tät vegetation och ses då sällan annat än när den skräms upp. Den för ett tillbakadraget liv och framför allt honan ses sällan.
Födan är dåligt känd, men tar tydligen småfisk, groddjur, mollusker, kräftdjur, flygmyror, flugor och andra insekter.

### Häckning
Arten bygger en plattform av kvistar, vanligen väl gömd och placerad lågt i träd eller buskar överhängande vatten, tillfälligt även på torrare mark i träd, buskar, vassbälten eller mangroveträsk, eller på klippor.

## Status och hot
Arten har ett stort utbredningsområde och en stor population, men tros minska i antal, dock inte tillräckligt kraftigt för att den ska betraktas som hotad. Internationella naturvårdsunionen IUCN kategoriserar därför arten som livskraftig (LC).